# Accipiter tachiro
El azor tachiro (Accipiter tachiro) es una especie de ave accipitriforme en la familia Accipitridae que habita en África.
Se encuentra en Angola, Botsuana, Burundi, Eritrea, Etiopía, Kenia, Lesotho, Malawi, Mozambique, Namibia, Ruanda, República Centroafricana, República Democrática del Congo, Somalía, Sudáfrica, Sudán, Suazilandia, Tanzania, Uganda, Zambia, y Zimbabue. A menudo se lo considera conespecifico con el Azor de Toussenel de África central y occidental (BirdLife International 2007).